# Grodzisko Semibratnieje
Grodzisko Semibratnieje – grodzisko z ruinami miasta na lewym brzegu rzeki Kubań, położone 50 km od Fanagorii, 12 km na zachód od współczesnej stanicy Werenikowskaja i 1 km na północ od drogi Werenikowskaja – Anapa, w rejonie anapskim Kraju Krasnodarskiego w Rosji.

## Nazwa
Właściwa nazwa miasta jest nieznana. Nazwa używana obecnie pochodzi od położonych w pobliżu grodziska kurhanów Semibratnich. Starożytny grecki geograf Strabon pisał, że w Syndyce (kraju Syndów) niedaleko od morza znajdowało się miasto Łabryta. Przypuszcza się, że grodzisko Semibratnieje mogło być ową Łabrytą. Na potwierdzenie tego nie odnaleziono jednak żadnych dowodów.

## Historia miasta
Grodzisko stanowi pozostałości wielkiego centrum miejskiego i twierdzy granicznej ludu Syndów, które następnie weszły w skład Królestwa Bosporańskiego. Istniało między V wiekiem p.n.e. a IV wiekiem n.e. Już w V wieku p.n.e., w początkach istnienia miasta, powierzchnię 9 ha otoczono murem kamiennym z basztami, przed którym był jeszcze rów. Mieszkańcy miasta zajmowali się rolnictwem, rybołówstwem, rzemiosłem i handlem. Miasto było ważnym centrum handlowym regionu, gdzie dokonywała się wymiana handlowa między Grekami bosporańskimi, Syndami i innymi Meotami oraz Sarmatami. Jednocześnie zachowały się ślady, że miasto było wielokrotnie niszczone i przebudowywane. Przestało pełnić swoją funkcję w I wieku n.e., ale życie tu trwało aż do IV wieku.

## Wykopaliska
Systematyczne badania archeologiczne w grodzisku były prowadzone od 1938. Odsłonięto pozostałości murów miejskich z prostokątnymi basztami. Baszty wystawały 3 m ponad powierzchnie murów, których grubość wynosiła 2,5 m, a jeśli po wewnętrznej stronie murów biegły schody, to ich grubość w tych miejscach wzrastała do 4 m, a wysokość do 6 m. Odsłonięto także fundamenty monumentalnego kamiennego budynku o powierzchni 420 m², stanowiącego pozostałość rezydencji z III wieku p.n.e., z dziedzińcem wewnętrznym i grubymi murami zewnętrznymi. W jej obrębie odkryto także fragmenty bębnów kolumn.